# IC 4237
IC 4237 est une galaxie spirale barrée située dans la constellation de la Vierge. Sa vitesse par rapport au fond diffus cosmologique est de 2 965 ± 21 km/s, ce qui correspond à une distance de Hubble de 43,7 ± 3,1 Mpc (∼143 millions d'al). Cette galaxie a été découverte par l'astronome français Guillaume Bigourdan en 1896.
La classe de luminosité d'IC 4237 est III et elle présente une large raie HI. Elle renferme également des régions d'hydrogène ionisé.
À ce jour, cinq mesures non basées sur le décalage vers le rouge (redshift) donnent une distance de 65,500 ± 5,629 Mpc (∼214 millions d'al), ce qui est à l'extérieur des valeurs de la distance de Hubble. Notons que c'est avec la valeur moyenne des mesures indépendantes, lorsqu'elles existent, que la base de données NASA/IPAC calcule le diamètre d'une galaxie et qu'en conséquence le diamètre d'IC 4237 pourrait être d'environ 26,4 kpc (∼86 100 al) si on utilisait la distance de Hubble pour le calculer.
Selon Soares et ses collègues, IC 4237 et NGC 5134 forment une paire de galaxies. Cependant, NGC 5134 est une galaxie rapprochée, à environ 23 millions années-lumière. Ces deux galaxies constituent donc une paire purement optique.

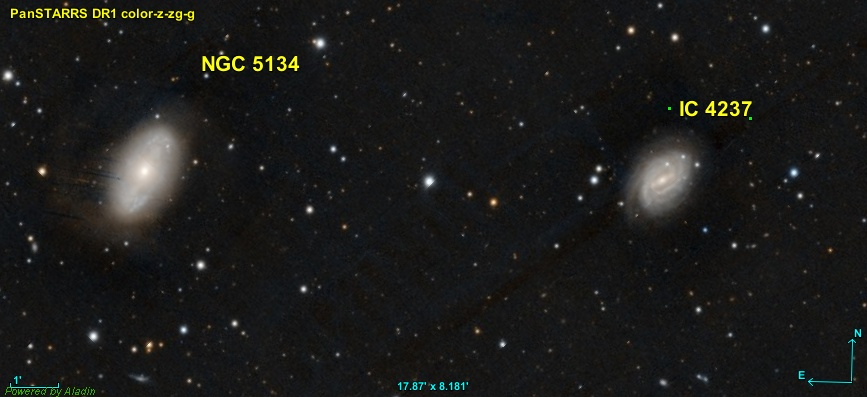
Les galaxies IC 4237 et NGC 5134 sont rapprochées sur la sphère céleste, mais ce rapprochement est dû à un alignement fortuit.